# Wislaschoorwal

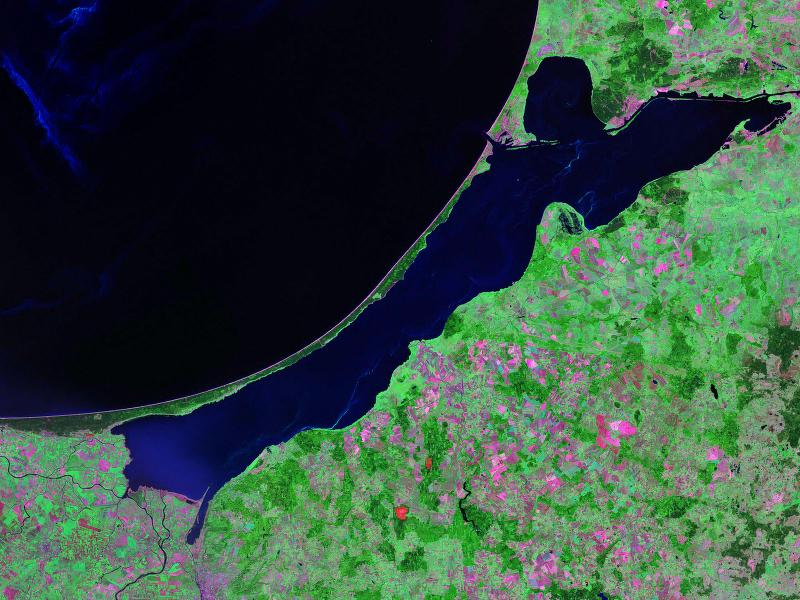
Satellietfoto van het Wislahaf en de Wislaschoorwal

De Wislaschoorwal (ook: Weichselschoorwal, Pools: Mierzeja Wiślana, Russisch: Балтийская коса Baltiejskaja Kosa, Duits: Frische Nehrung) is een smalle landtong (schoorwal) van ongeveer 70 km lengte en enkele honderden meters breed die in noordoostelijke richting verloopt en het Wislahaf scheidt van de Oostzee.
Door de schoorwal en de haf loopt de grens tussen Polen en de Russische exclave (Kaliningrad). In Polen ligt de schoorwal in het gebied van de Woiwodschap Pommeren, hoewel de kust tot Ermland-Mazurië behoort; de grens ligt in de Wislahaf.

## Plaatsen
Op het Poolse deel van de Wislaschoorwal bevindt zich de badplaats Krynica Morska. Het Russische deel van de schoorwal is officieel niet toegankelijk voor toeristen. Aan het noordelijk uiteinde van de schoorwal bevindt zich Kosa, een stadsdeel van de havenstad Baltiejsk.

## Geschiedenis
Voor de Tweede Wereldoorlog behoorde de Wislaschoorwal tot het Duitse Oost-Pruisen. De schoorwal was in  februari 1945 de enige ontsnappingsweg voor vluchtelingen die zich uit Oost-Pruisen voor de Sovjettroepen uit met paarden en wagens in veiligheid wilden stellen. Zij begaven zich over het dichtgevroren water naar de duinwal aan de overzijde in de hoop daar vanuit havens overzee te kunnen ontkomen. Hun karavanen werden gebombardeerd door de Sovjet luchtmacht en 50.000 verdronken daarbij. Enkele honderdduizenden haalden de overkant wel maar ook zij werden voor een groot deel slachtoffer van de oorlog die pas in mei ophield. 
Na de oorlog werd Oost-Pruisen verdeeld in een Pools en een Russisch gedeelte en kwam ook over de Wislaschoorwal de grens tussen Polen en Rusland te lopen.

## Pools kanaal
Tot 2022 lag de enige ingang van de Baltische Zee naar het binnenwater op Russisch gebied. 
In september 2022 werd een kanaal door het Poolse deel van de Wislaschoorwal geopend dat 420 miljoen euro heeft gekost.